# Mesosa quadriplagiata
Mesosa quadriplagiata är en skalbaggsart som först beskrevs av Stefan von Breuning 1935.  Mesosa quadriplagiata ingår i släktet Mesosa och familjen långhorningar.
Artens utbredningsområde är Laos. Inga underarter finns listade i Catalogue of Life.